# Theridion tungurahua
Theridion tungurahua är en spindelart som beskrevs av Claude Lévi 1963. Theridion tungurahua ingår i släktet Theridion och familjen klotspindlar. Inga underarter finns listade i Catalogue of Life.